# Roystonea
Roystonea es un género que contiene 10 especies de plantas; pertenece a la familia de las palmeras Arecaceae. Son palmeras grandes, con tronco solitario de 20-30 m de altura y hojas pinnadas.
Roystonea regia, conocida como palma real, es el Árbol Nacional de Cuba.

## Distribución
Sus especies están distribuidas por toda la zona del Caribe, tanto en las Antillas, desde Cuba hasta Trinidad, como en los países centroamericanos, en el estado de Florida (EE. UU.), en Colombia y en Venezuela. Cuba contiene la mayor diversidad de especies.

## Descripción
Las raíces de estas especies en general se extienden profundamente hacia abajo. Si el suelo es favorable, pueden producir raíces de 6 m de largo. Por tanto la planta sufre con un trasplante en el cual el 70% de las raíces se destruye. En muchas ocasiones, son producidas raíces adventicias, lo que indica que el suelo no se encuentra bien aireado.
En cuanto a su porte, tal vez no exista otra palma que presente tal diversidad en la forma del tallo. En este, quedan las marcas de las hojas caídas, generalmente estas marcas son muy regulares; si está en las condiciones adecuadas (buen riego, y buen suelo), produce hasta 10 hojas por año, su copa tiene 12-16 hojas.
Por el hecho de ser una monocotiledónea, es diferente en su anatomía un árbol dicotiledóneo. Su tallo está relleno con una inmensa masa de fibras, por lo tanto, un fuerte golpe se notará al cabo de algún tiempo.
La vaina foliar de Roystonea es única en el reino vegetal; no existe otra planta con vainas de ese tamaño. Los segmentos foliares están dispuestos en dos ángulos; son linear-lanceolados y de color verde oscuro. Le dan, al conjunto del follaje, una apariencia como de plumas, que es sin duda sumamente ornamental.
Un individuo adulto absorbe hasta 30 litros diarios, por lo cual el factor riego (si está en cultivo) es determinante.
Según observaciones de August Braun, ninguno de los Roystonéas en plazas y sitios públicos recibe suficiente riego.
Comienza a florecer a los 18 años. La inflorescencia se origina en la base de la vaina foliar, y al comienzo está envuelta en una bráctea que se parece a un mazo. La inflorescencia es muy ramificada y las flores son unisexuales; la flor femenina se encuentra entre dos flores masculinas. Además, Roystonea es protandro; eso quiere decir que las flores masculinas son fértiles antes que las femeninas. por lo cual el factor polinizador y el hecho de que haya varios individuos en la misma zona determinan de sobremanera la fecundación, que en este caso es realizada por el pegón y la abeja.
Desde la fecundación hasta la completa madurez de las semillas, transcurren 7 meses y medio.

## Usos
Es muy apreciada por su gran valor ornamental.
Esta palma tiene usos diferentes, según los países. Por ejemplo, en la República Dominicana, las hojas se usan en Semana Santa para el culto religioso, mientras en el campo aprovechan el palmito, que es comestible. En Cuba se usan las hojas de la "palma criolla" (Roystonea regia) para techar casas en el campo, y de los frutos sacan aceite, además son útiles de alimento para cerdos.
Desde tiempos inmemoriales, es la base de la economía para el campesino cubano, que la utiliza para construir su casa, dar de comer a sus animales y hasta como juguete entre los niños. Los techos de los bohíos se cubren siempre con yaguas, que es el tallo de la penca o mazo de hojas de la palma real.
En Cuba, el fruto de la palma tiene diversas aplicaciones. Por ejemplo, es fuente de alimentación importante para el ganado vacuno, caballar y porcino de las granjas.
El yaguacil --que sirve de cascarón protector a las flores de la palma-- se desprende y cae al suelo cuando las flores dan paso al fruto. Entonces es recogido por los niños, que lo usan como tobogán para deslizarse por las laderas de la topografía campesina.
Cada penca está compuesta por decenas de hojas llamadas guano. En Cuba, una de las principales tradiciones religiosas consiste en asistir a la misa del Domingo de Ramos, donde se bendicen centenares de esas hojas conocidas como "guano bendito". Cada asistente a la misa se lleva un "guano bendito" para su casa, que cuelga detrás de las puertas de entrada y que se conservan todo el año hasta la siguiente ceremonia.

## Taxonomía
El género fue descrito por Orator Fuller Cook y publicado en Science 12(300): 479, en 1900.
Etimología
Roystonea: nombre genérico que fue dado en honor del general norteamericano Roy Stone, quien prestó sus servicios en Puerto Rico.

## Especies
- Roystonea altissima (Mill.) H.E.Moore
- Roystonea borinquena O.F.Cook
- Roystonea dunlapiana P.H.Allen
- Roystonea lenis (León)
- Roystonea maisiana (L.H.Bailey) Zona
- Roystonea oleracea (Jacq.)O.F.Cook
- Roystonea palaea Poinar †
- Roystonea princeps (Becc.) Burret
- Roystonea regia (Kunth) O.F.Cook
- Roystonea stellata León
- Roystonea violacea León
- Roystonea hispaniolana Diccionario Medio Ambiente